# Windows相片檢視器
Windows相片檢視器（英語：Windows Photo Viewer；前稱：Windows圖片及傳真檢視器）是由微軟開發的相片檢視器，可以顯示單個圖片，以幻燈片形式顯示文件夾中的所有圖片，以90°為增量重新定向，直接或通過在線打印服務打印。
Windows相片檢視器通過電子郵件發送或刻錄到光盤，支持BMP，JPEG，JPEG XR（HD Photo）、PNG、ICO、GIF和TIFF文件格式的圖像。